# Five (film, 2003)
Pour les articles homonymes, voir Five.
Pour plus de détails, voir Fiche technique et Distribution.
Five (en persan : پنج, en anglais : Five Dedicated to Ozu) est un film documentaire iranien sorti en 2003 réalisé et écrit par Abbas Kiarostami.

## Synopsis
Le film se subdivise en quatre plans-séquence sur le bord de mer, la mer étant face caméra, et se conclut par le plan-séquence (en fait plusieurs plans aux collures invisibles) d'un étang nocturne :
1. Un morceau de bois sur la grève est pris, repris, balloté par les vagues dont le bruit rythme la séquence, puis se divise en deux parties dont l'une reste sur le sable humide. Le cadre s'ajuste imperceptiblement afin de maintenir les deux objets mobiles dans le champ.
2. En plan fixe, parallèle aux bords horizontaux du cadre, une promenade de bord de mer en dur est séparée de la plage par une balustrade de fer peinte en blanc. Des passants divers, en général bien couverts, portant parfois un parapluie, traversent le champ à vitesse variable dans les deux sens. Un groupe de vieillards se forme et stationne un moment. Les ombres portées allongées obliquement au sol indiquent l'heure du matin ou de fin d'après-midi, ce que confirme le chien qu'on va promener sur la plage.
3. En plan général fixe, des formes indistinctes immobiles sont disposées au loin sur la plage, à la lisière de l'eau. À la faveur d'un serrage imperceptible et de l'apparition de mouvements quelconques de ces formes, on reconnaît un groupe de chiens tout au bord de l'eau et dont les postures se transforment sans raison apparente, de même qu'on ne saura pas pourquoi ils restent ainsi groupés au même endroit.
4. Caméra fixe face à la mer, des centaines de canards, se dandinant sur leurs pattes, traversent le champ en file indienne, de droite à gauche puis dans l'autre sens, à des rythmes divers accentués de façon comique par le bruitage des pas.
5. Un étang de nuit, en plan fixe. Reflet dans l'eau frémissante de la lune se modifiant ou disparaissant au gré du mouvement des nuages, eux-mêmes formes mouvantes et laiteuses reflétées quand la luminosité lunaire s'y diffuse. Ainsi éclairées, les figures du mouvement de l'eau ne cessent de se modifier sous le vent et les remous propres à la vie aquatiques. Un concert de grenouilles se mêle à des jappements lointains, aux bruits de l'eau puis de la pluie et du tonnerre. Lentement, annoncé par le chant du coq suivi de pépiements d'oiseaux, le jour se lève sur les eaux clapotant.

## Fiche technique
- Titre : Five
- Titre original : Panj
- Réalisation et scénario : Abbas Kiarostami
- Langue : persan
- Format : couleur - Son : stéréo
- Genre : Documentaire
- Durée : 74 minutes
- Date de sortie : Iran : 2003